# Miri
För andra betydelser, se Miri (olika betydelser).

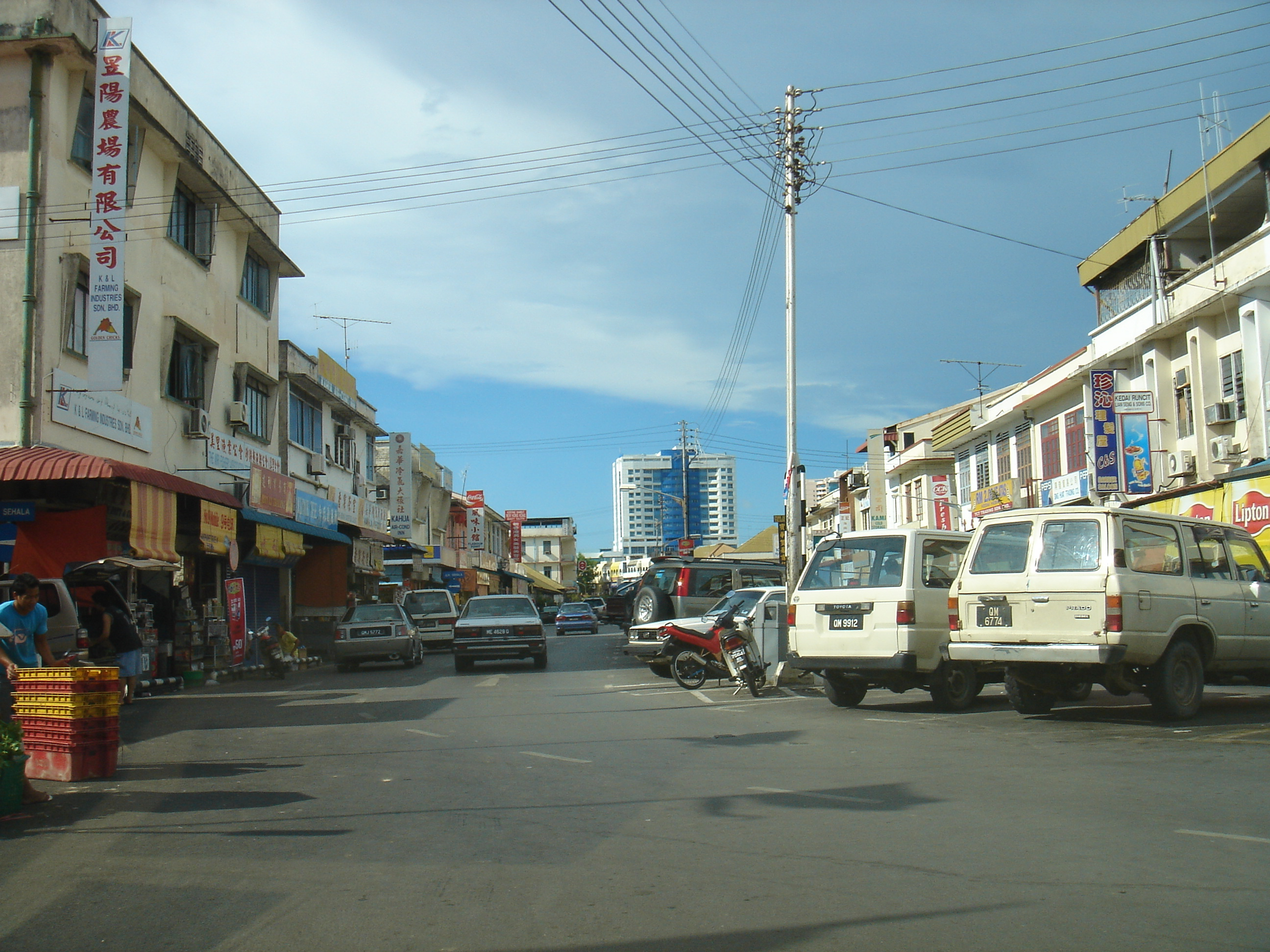
Gata i Miri.

Miri är en stad i Malaysia, och är belägen i delstaten Sarawak på Borneo. Befolkningen uppgick till 169 005 invånare vid folkräkningen 2000, vilken vid tidpunkten gjorde den till delstatens näst största stad. Miri är belägen vid kusten mot Sydkinesiska havet, några mil från gränsen till Brunei. Den är administrativ huvudort för en av delstatens divisioner, samt ett distrikt (båda med samma namn som staden). Miri fick fulla stadsrättigheter den 20 maj 2005. 